# SA-Gruppe Schlesien

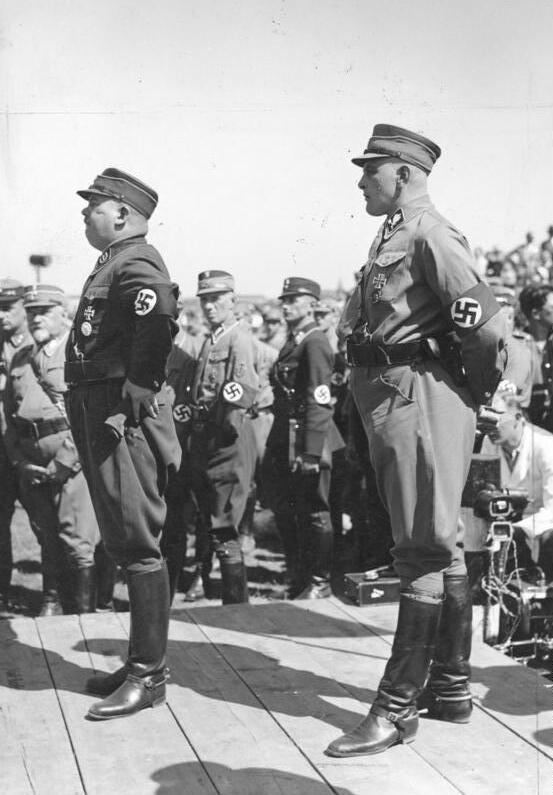
Edmund Heines (rechts) und Ernst Röhm 1933

Die SA-Gruppe Schlesien war eine regionale Gliederung der Sturmabteilung (SA), der paramilitärischen Kampforganisation der NSDAP in der Zeit der ausgehenden Weimarer Republik und der Zeit des Nationalsozialismus.

## Geschichte
Als Gründer der Schlesischen SA gilt Hans Adam (Peter) von Heydebreck, der 1925 die ersten SA-Formationen in Schlesien organisierte. Seit 1926 unterstanden alle Einheiten zentral dem neuen Obersten SA-Führer Franz Pfeffer von Salomon und seinem Vertreter, dem OSAF-Ost Walther Stennes.
Von 1928 bis 1931 firmierte die SA in Schlesien unter der Bezeichnung Gausturm Schlesien und wurde von dem Landwirt Kurt Kremser geführt, gegen den, NSDAP-Redner und Gauführer der schlesischen SA, nach 1930 ein Verfahren versus dem Republikschutzgesetz lief. 1931 wurde die SA in Schlesien dann in die Form einer Gruppe mit dem Namen SA-Gruppe Schlesien umgewandelt.
Die Gruppe Schlesien fasste sämtliche innerhalb des Gebietes der preußischen Provinz Schlesien (mit Niederschlesien, Mittelschlesien und Oberschlesien) stationierten SA-Einheiten zusammen. Innerhalb der Organisation der SA unterstand die Gruppe zunächst  direkt der Obersten SA-Führung (OSAF), dem zentralen Führungsstab der SA als Gesamtorganisation, und später verschiedenen SA-Obergruppen (siehe Abschnitt Organisation und Gliederung), wobei der Führungsstab der Gruppe Schlesien, wie die Führungsstäbe aller SA-gruppen trotz ihrer formalen Unterstellung unter die Obergruppen faktisch direkt der OSAF unterstand.
Die Führung der Gruppe Schlesien und damit die unmittelbare Kommandogewalt über alle zu ihr gehörenden Einheiten wurde von einem i. d. R. im Rang eines Gruppen- oder Obergruppenführers stehenden SA-Funktionär übernommen, der direkt dem Stabschef der SA unterstellt war. Der Stabschef war als Stellvertreter Adolf Hitler, der als „Oberster SA-Führer“ offiziell an der Spitze der SA stand, der mit der täglichen Führung der SA als Gesamtorganisation befasste Funktionär. Der Führer der Gruppe Schlesien – der in den Jahren, in den die Gliederungseinheit der Obergruppe bestand, ständig in Personalunion zugleich Führer derjenigen SA-Obergruppe war, von der die Gruppe Schlesien formal ein Teil war – stand somit zusammen mit den Führern der übrigen SA-Gruppen (bis 1932 und ab 1934) bzw. SA-Obergruppen (1932 bis 1934) innerhalb der Rangpyramide der SA als einer Massenorganisation unmittelbar hinter dem Stabschef auf der zweiten Führungsstufe. Er war damit im Vergleich zur Organisation der Reichswehr (in gewisser Weise das Vorbild für den Aufbau der SA) dem Befehlshaber eines Wehrkreises vergleichbar, der als höchster Befehlshaber eines großen Zuständigkeitsbereichs einzig dem Chef der Heeresleitung und dem Oberbefehlshaber untergeordnet war.
Die Gruppe umfasste 5 (später 6) Untergruppen (ab 1933 erhielten diese die Bezeichnung „Brigaden“), die wiederum jeweils fünf bis sechs Standarten umfassten. Die Standarten gliederten sich wiederum in jeweils mehrere Sturmbanne, während die Sturmbanne aus etwa einem halben Dutzend SA-Stürmen bestanden. Die Stürme als die kleinste Obereinheit der SA umfassten wiederum mehrere Gliederungsstufen auf lokaler Ebene (Trupps, Scharen, Rotten).
Die Gründung des KZ Breslau-Dürrgoy geht direkt auf Einheiten der SA-Gruppe Schlesien zurück, ebenso das KZ Leschwitz.

## Organisation und Gliederung
Die Gruppe Schlesien war in der längsten Zeit ihres Bestehens unmittelbar der Obersten SA-Führung unterstellt. Während des Bestehens der Gliederungsform der SA-Obergruppe von September 1932 bis Juli 1934 war die Gruppe nacheinander Teil von verschiedenen Obergruppen, um nach der Abschaffung der Obergruppen im Gefolge der Röhm-Affäre wieder unmittelbar der OSAF unterstellt zu werden: Von September 1932 bis zum 30. Juni 1933 gehörte die Gruppe zur SA-Obergruppe I (umfasste die SA-Gruppen Berlin-Brandenburg, Ostmark, Schlesien, Ostland, Pommern und Nordmark). Nach einer Neugliederung der Obergruppen zum 1. Juli 1933 gehörte sie dann vom 1. Juli 1933 bis 14. März 1934 zur SA-Obergruppe III (umfasste die SA-Gruppen Berlin-Brandenburg, Ostmark, Schlesien). Und nach einer abermaligen Neugliederung der Obergruppen zum 15. März 1934 gehörte sie schließlich vom 15. März 1934 bis Juli 1934 zur SA-Obergruppe VIII (umfasste nur noch die SA-Gruppe Schlesien).
Die SA-Gruppe Schlesien (Abzeichenfarbe der Uniform: schwefelgelb) umfasste die folgenden Brigaden:
- SA-Brigade 17 (Oberschlesien), Sitz: Oppeln
- SA-Brigade 18 (Mittelschlesien-Süd), Sitz: Reichenbach, später Schweidnitz
- SA-Brigade 19 (Niederschlesien Süd), Sitz: Görlitz
- SA-Brigade 20 (Mittelschlesien Nord?), Sitz: Breslau
- SA-Brigade 21 (Niederschlesien-Nord), Sitz: Liegnitz
  - umfasste die Standarten 7, 41, 47, 50, 56 und 58, die Reserve 58 und die Reiterstandarten 21 und 121
- SA-Brigade 217 (Kattowitz), Sitz: Kattowitz

## Die Führer der Gruppe

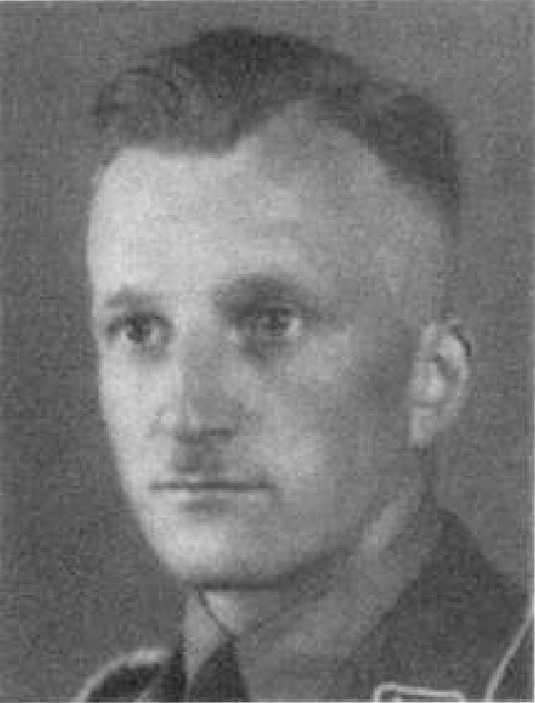
Otto Herzog, Führer der SA-Gruppe Schlesien von 1934 bis 1936.

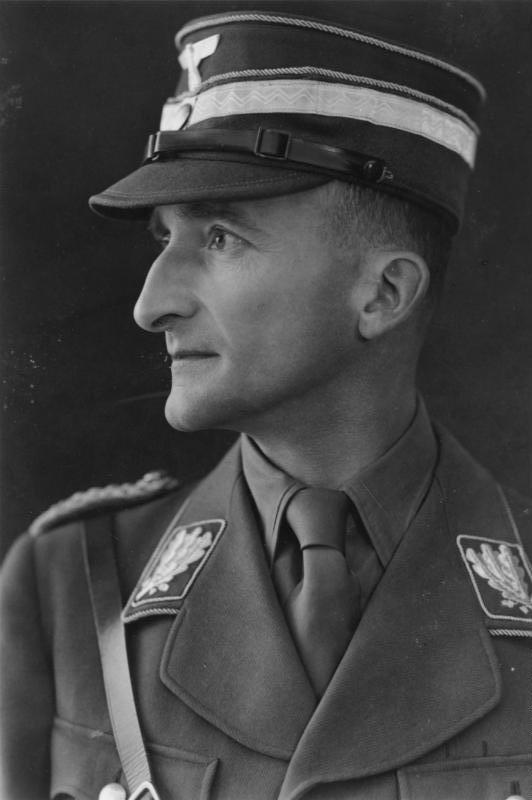
Heinrich Graf Fink von Finkenstein, Führer der SA-Gruppe Schlesien von 1936 bis 1939.

| Amtsdaten                         | Amtsinhaber                                                           |
| --------------------------------- | --------------------------------------------------------------------- |
| 1928 bis April 1931               | Kurt Kremser                                                          |
| Mai bis Juni 1931 (kommissarisch) | Hans Hayn                                                             |
| 1. Juni 1931 bis 30. Juni 1934    | Edmund Heines                                                         |
| 10. Juli 1934 bis 30. April 1936  | Otto Herzog                                                           |
| August 1936 bis Mai 1937          | Heinrich Georg Graf Fink von Finkenstein (mit der Führung beauftragt) |
| Mai 1936 bis Juni 1939            | Heinrich Georg Graf Fink von Finkenstein (als regulärer Führer)       |
| 1. Februar 1942 bis 30. März 1943 | Richard Aster (mit der Führung beauftragt)                            |
| 1. April 1943 bis 8. Mai 1945     | Richard Aster (als regulärer Führer)                                  |

### Die Führer der Untereinheiten
Die Führer der Untergruppe Oberschlesien/Brigade 17 (Oberschlesien)
- 1. Februar 1932 bis 13. April 1932: Andreas von Flotow (als ernannter Führer)
- 14. April bis 30. Juni 1932: SA-Verbot
- 15. September 1932 bis 14. September 1933: Hans Ramshorn (als Führer der Untergruppe)
- 15. September 1933: Umwandlung in die SA-Brigade 17 (Oberschlesien)
- 15. September 1933 bis 13. April 1934: Hans Ramshorn (als Führer der Brigade)
- 14. April 1934 bis ? 1934: Franz Stephan (mit der Führung der Brigade beauftragt)
- 1934 bis 1935: Wilhelm Metz (Polizeipräsident)
- 1935 bis 1942: Richard Aster
- 1943 bis 1945: Otto Lohmann

Die Führer der Untergruppe Mittelschlesien-Süd/Brigade 18 (Mittelschlesien-Süd)
- ? [1931] bis November/Dezember 1932: Hanns Günther von Obernitz
- 15. Dezember 1932 bis 30. Juni 1933: Hans Hayn (mit der Führung beauftragt)
- 1. Juli 1933 bis 15. September 1933: Wilhelm von Grolman (als Führer der Untergruppe Mittelschlesien-Süd)
- September 1933: Umbenennung der Untergruppe in SA-Brigade 18
- 15. September 1933 bis 20. April 1935 (offiziell)/30. Juni 1934 (faktisch): Wilhelm von Grolman (als Führer der SA-Brigade 18)
- 11. Juli 1934 bis 19. April 1935: Adolf Tillner (verantwortlich mit der Führung beauftragt)
- 20. April 1935 bis 14. September 1935: Adolf Tillner (mit der Führung beauftragt)
- 15. September 1935 bis 31. August 1936: Adolf Tillner (als regulärer Führer)
- 1936 bis 1937: Emil-Ernst Borchmann
- 1937 bis 1943: Georg Dzwiza
- 1943 bis 1945: Gustav Nohel

Die Führer der Untergruppe/Brigade 19 (Mittelschlesien Nord):
- 1. Juli 1932 bis 14. September 1932: Hans Ramshorn
- 15. September 1932 bis 9. April 1933: Emil-Ernst Borchmann (mit der Führung der Untergruppe beauftragt)
- 10. April 1933 bis 31. August 1933: Emil-Ernst Borchmann (als Führer der Untergruppe)
- 15. September 1933 in die SA-Brigade 19 (Mittelschlesien Nord) umgewandelt
- 15. September 1933 bis 1935: Emil-Ernst Borchmann (als Führer der Brigade)
- 1. Juli 1935 bis 31. Juli 1938: Wilhelm Heerde
- 1938 bis 1941: Fritz Strauß
- 1943: Richard Pohl

Die Führer der Untergruppe Breslau/Brigade 20 (Breslau):
- 29. Juli 1933 bis 14. September 1933: Wilhelm Heerde (als Führer der Untergruppe Breslau)
- September 1933: Umbenennung der Untergruppe in Brigade 20
- 15. September 1933 bis 1. Juli 1935: Wilhelm Heerde (als Führer der SA-Brigade 20)
- 1935 bis 1936: Hermann Berchtold
- 1936 bis 1945: Adolf Tillner

Die Führer der Untergruppe Niederschlesien/Brigade 21 (Niederschlesien)
- um 1931: Hans Kallenbach
- 31. Juli 1931 bis 28. Februar 1932: Wilhelm von Grolman
- April bis zum 30. Juni 1932: SA-Verbot
- 1. Juli 1932 bis 14. September 1933: Hans-Karl Koch
- 15. September 1933: Umwandlung in die SA-Brigade 21 (Niederschlesien)
- 15. September 1933 bis 14. April 1934: Hans-Karl Koch (als Führer der Brigade)
- 15. April 1934 bis unbekannt: Georg Dwiza (mit der Führung beauftragt)
- 20. April 1935 bis 14. September 1935: Heinrich Georg Graf Fink von Finkenstein (mit der Führung beauftragt)
- 15. September 1934 bis 14. August 1936: Heinrich Georg Graf Fink von Finkenstein (als Führer der Brigade)
- 15. August 1936 bis 1942: Johannes Wolter
- 1943: Rudolf Scholz

## Bekannte Angehörige der SA-Gruppe Schlesien
- Emil-Ernst Borchmann
- Ludwig-Werner Engels
- Wilhelm von Grolman
- Fritz Halmerbauer
- Hans Hayn
- Wilhelm Heerde
- Edmund Heines
- Hans Karl Koch
- Kurt Kremser
- Wilhelm Ott

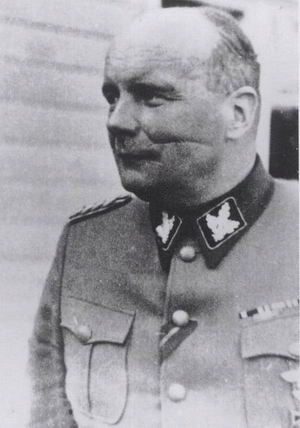
Carl Friedrich von Pückler-Burghauss als SS-Gruppenführer

- Carl Friedrich von Pückler-Burghauss
- Sylvius von Pückler-Burghauss
- Hans Ramshorn
- Hans Walter Schmidt
- Wolfgang Graf Yorck von Wartenburg
- Eberhard von Wechmar
- Fritz-Detlof von Winterfeld(t)

## SS-Oberbereich Schlesien/SS-Gruppe Schlesien seit 1930

Wilhelm Werner, SS-Standartenführer, um 1933, kurzzeitig stellvertretender Leiter der SS in Schlesien. Träger des Pour le Mérite.

Der nachweisliche Aufbau der SS in Schlesien als Unterformation der SA begann 1930. Aus dem SS-Oberbereich Schlesien entstand 1931 die SS-Gruppe Südost. Leiter von Beginn an war der Gutsbesitzererbe Udo von Woyrsch-Schwanowitz, Stabsführer wurde 1932 Kurt Kaul, ff. Berthold Maack, unterstützt vom in Schlesien gebürtigen Kurt Daluege, dem SS-Führer von Berlin-Brandenburg. Die regionale Ebene bestehend aus den Abschnitten VI, XXI Liegnitz/ Görlitz, Leiter Richard Hildebrandt, und XXIV. Das Älteste SS-Regiment, die SS-Standarte 8 mit Sitz in Hirschberg, gilt als Fundament der schlesischen SS. Gleichrangig war die SS-Standarte 16 in Breslau sowie die Standarte 22 in Beuthen/ Oppeln. Deren erster Führer wurde Theodor Berkelmann. Er wechselte wie Wilhelm von Grolmann zeitweise zur SA und wurde in München stellvertretender Leiter der Reichsführerschule, nachfolgend Adjutant bei Himmler. Im Mai 1933 entstand der erste Sturm einer Reiter-SS, zugehörig zur Standarte 16, unter Leitung des Hauptmanns Wilhelm Rüdiger von Woikowsky-Biedau, ab Februar SS-Reiterstandarte 11 benannt. Als zeitweiliger Chefausbilder für das Offizierskorps der Reiter-SS agierte reichsweit der damalige Major Edwin Graf von Rothkirch und Trach. Namhafte Grundbesitzer waren in den SS-Stammabteilungen (Reserveverband der Standarten) organisiert, auch Karl Christian zur Lippe-Weißenfeld. 
Ende 1933 kam es zur Umbenennung in den SS-Oberabschnitt Südost, dies entsprach räumlich in etwa dem Wehrkreis VIII. Den Sicherheitsdienst der SS in Schlesien führte der SS-Mann Ernst Müller-Altenau. Er erhielt erst später den Offiziersrang Sturmführer. Als letzte Formation in der Frühphase wurde die SS-Standarte 70 in Glogau gebildet. Deren Leiter war Alexander von Woedtke-Sydow. Weitere bekannte SS-Führer mit Bezug zu Schlesien waren Hans Harnys und Josef Makosch. Der ehemalige ranghohe SS-Oberführer Emil Sembach, aus Österreich stammend, wurde während der Röhm-Affäre 1934 ermordet. Beteiligter bei den Morden an einzelne SA-Führer war u. a. der Gutsverwaltersohn Kurt Matschke, ebenso und dafür später verurteilt Herbert Bischoff. Am 20. Juli 1934 wurde die SS eine eigenständige Organisation der NSDAP.
Vor Kriegsbeginn 1939 gab es in Schlesien die Standarten: 8, 16, 23, 43, 45, 70, 95, 98, 102, 104. Des Weiteren sind einige Sonderheiten nachgewiesen, wie den Nachrichtensturmbann 10, den Pioniersturmbann 10 und den Kraftfahrsturm 9 (sämtlich Breslau).

## Zeitgenössisches Schrifttum
- Klaus Gundelach: Vom Kampf und Sieg der schlesischen SA. Ein Ehrenbuch. Hrsg. SA-Gruppe Schlesien. Korn, Breslau 1933, DNB 361493223.
- Dienstaltersliste der Schutzstaffel der NSDAP, Stand vom 1. Oktober 1934, Hrsg. Personalabteilung des RF SS, Buchdruckerei Birkner, vorm. Hermes, München 1934. Reprint: Priv. Institut für Deutsche Phaleristik und Militärgeschichte, Osnabrück 2016. ISBN 978-3-95868-056-2.